# Paolo Canè
Paolo Canè (Bologna, 9 aprile 1965) è un commentatore televisivo ed ex tennista italiano.
Specialista della terra rossa, ha conquistato tre tornei ATP su cinque finali disputate, oltre a quattro tornei Challenger. La sua migliore posizione nel ranking ATP è stata la n° 26, raggiunta nel 1989 ed è stato numero 1 d'Italia per 191 settimane. Nella sua bacheca vanta successi contro campioni come Jimmy Connors, Stefan Edberg, Mats Wilander, Goran Ivanisevic, Andre Agassi e Pat Cash.
In Coppa Davis vanta un bilancio complessivo di nove vittorie e otto sconfitte in singolare e due vittorie e sette sconfitte in doppio.
Fu medaglia di bronzo ai giochi olimpici di Los Angeles nel 1984, quando il tennis tornò nel programma olimpico come sport dimostrativo, e raggiunse i quarti di finale alle Olimpiadi di Seoul nel 1988.

## Carriera
Nel 1983 giunse in finale ai Campionati italiani assoluti dove fu sconfitto da Francesco Cancellotti in tre set (6-1, 7-5, 6-4).
Il 15 maggio 1986, negli ottavi di finale degli Internazionali d'Italia, cui partecipava grazie a una wild card, diventò il giocatore italiano con la peggiore classifica (208) ad avere affrontato il numero uno del ranking ATP, nell'occasione Ivan Lendl, che lo sconfisse in due set.
Il 9 giugno dello stesso anno, salito alla posizione 133, Canè diventò per la prima volta il numero uno italiano. Il 15 giugno, sulla terra rossa del torneo di Bologna, raggiunse per la prima volta la finale di un torneo del circuito maggiore, dove fu sconfitto da Martín Jaite con il punteggio di 6-2, 4-6, 6-4.
Il 13 luglio fu il giorno della conquista del suo primo titolo ATP, a Bordeaux. Nella sua seconda finale in carriera, superò Kent Carlsson, con il punteggio di 6-4, 1-6, 7-5, diventando l'ottavo giocatore italiano a essersi aggiudicato almeno un torneo del circuito maggiore.
Sempre nel 1986, si aggiudicò a Bari gli Assoluti sconfiggendo in finale Corrado Aprili per 7-6, 6-4, 6-2.
Nel 1987, nel secondo turno del torneo di Wimbledon, arrivò a due punti dalla vittoria contro il n. 1 del mondo Ivan Lendl, in un match durato cinque set (3-6, 7-6(5), 6-7(2), 7-5, 6-1) e suddiviso in due giornate.
Il 6 agosto del 1989 si aggiudicò il secondo titolo in carriera. Nella finale del torneo di Båstad, la sua terza in carriera, sconfisse Bruno Orešar con due tie-break.
Quattro mesi più tardi, il 1º ottobre del 1989, nella sua quarta finale ATP, fu sconfitto a Palermo da Guillermo Pérez Roldán con il punteggio di 6-1, 6-4, dopo aver battuto in semifinale Goran Ivanišević in due set.
Nello stesso anno fu finalista agli Assoluti dove si ritirò nel terzo set contro Omar Camporese dopo aver perso le prime due frazioni.
Nel primo turno della Coppa Davis 1990 svoltosi a Cagliari, fu protagonista del passaggio del turno contro la Svezia (finalista nelle sette edizioni precedenti), vincendo in singolare contro Jonas Svensson, in doppio in coppia con Diego Nargiso, e di nuovo in singolare contro l'ex numero uno ATP Mats Wilander, in un incontro in cui raggiunse il 2-2 (6-4, 3-6, 4-6, 7-5) al termine della domenica, completando l'impresa il giorno successivo imponendosi per 7-5 nel quinto set.
Il 26 maggio del 1991 conquistò il suo terzo e ultimo torneo ATP, il primo in Italia, a Bologna, al quale partecipò grazie a una wild-card. Nel suo cammino sconfisse Thomas Muster nei quarti di finale. La sua quinta finale ATP lo vide trionfare su Jan Gunnarsson con lo score di 5-7, 6-3, 7-5, e diventare il tennista italiano con la peggiore classifica mondiale (224) ad avere conquistato un torneo del circuito maggiore. In ordine di tempo, Canè è stato il quinto tennista del proprio paese ad avere vinto almeno tre tornei ATP.
Nel 1993, a Montecatini Terme, approdò per la quarta volta in finale agli Assoluti, arrendendosi in due set a Stefano Pescosolido (6-3, 7-6).

## Caratteristiche tecniche
Tra le principali caratteristiche tecniche il bolognese poteva contare su un dritto preciso e potente, un eccellente rovescio a una mano e un'efficace volée.
Il gioco di Canè risultava ricco di variazioni di ritmo.
La sua carriera è stata penalizzata da un servizio non particolarmente incisivo, anche se molto lavorato (da qui la sua efficacia sull'erba), da un fisico non all'altezza del talento (problemi alla schiena gli impedirono di raggiungere risultati e classifica migliori) e, soprattutto, dal poco autocontrollo.

## Vita privata
Negli anni '90 è stato sentimentalmente legato alla cantante Paola Turci.

## Statistiche

### Singolare

#### Vittorie (3)
| Numero | Data           | Torneo                       | Superficie  | Avversario in finale | Punteggio     |
| 1.     | 13 luglio 1986 | Bordeaux Open, Bordeaux      | Terra rossa | Kent Carlsson        | 6-4, 1-6, 7-5 |
| 2.     | 6 agosto 1989  | Swedish Open, Båstad         | Terra rossa | Bruno Orešar         | 7-6, 7-6      |
| 3.     | 26 maggio 1991 | ATP Bologna Outdoor, Bologna | Terra rossa | Jan Gunnarsson       | 5-7, 6-3, 7-5 |

#### Finali perse (2)
| Numero | Data            | Torneo                                        | Superficie  | Avversario in finale   | Punteggio     |
| 1.     | 15 giugno 1986  | Bologna Open, Bologna                         | Terra rossa | Martín Jaite           | 2-6, 6-4, 4-6 |
| 2.     | 1º ottobre 1989 | Campionati Internazionali di Sicilia, Palermo | Terra rossa | Guillermo Pérez Roldán | 1-6, 4-6      |

### Doppio

#### Vittorie (3)
| Numero | Anno           | Torneo                                        | Superficie  | Compagno       | Avversari in finale               | Punteggio |
| 1.     | 16 giugno 1985 | ATP Bologna Outdoor, Bologna                  | Terra rossa | Simone Colombo | Jordi Arrese Alberto Tous         | 7-5, 6-4  |
| 2.     | 15 giugno 1986 | Bologna Open, Bologna                         | Terra rossa | Simone Colombo | Claudio Panatta Blaine Willenborg | 6-1, 6-2  |
| 3.     | 5 ottobre 1986 | Campionati Internazionali di Sicilia, Palermo | Terra rossa | Simone Colombo | Claudio Mezzadri Gianni Ocleppo   | 7-5, 6-3  |

#### Finali perse (5)
| Numero | Data           | Torneo                               | Superficie  | Compagno        | Avversari in finale                | Punteggio     |
| 1.     | 11 agosto 1985 | Austrian Open, Kitzbühel             | Terra rossa | Claudio Panatta | Emilio Sánchez Sergio Casal        | 3-6, 6-3, 2-6 |
| 2.     | 24 maggio 1987 | ATP Firenze, Firenze                 | Terra rossa | Gianni Ocleppo  | Wolfgang Popp Udo Riglewski        | 4-6, 4-6      |
| 3.     | 14 agosto 1988 | ATP Saint-Vincent                    | Terra rossa | Balazs Taroczy  | Alberto Mancini Christian Miniussi | 4-6, 7-5, 3-6 |
| 4.     | 30 aprile 1989 | Montecarlo Rolex-Masters, Montecarlo | Terra rossa | Diego Nargiso   | Tomas Smid Mark Woodforde          | 6-1, 4-6, 2-6 |
| 5.     | 8 aprile 1990  | Estoril Open, Estoril                | Terra rossa | Omar Camporese  | Sergio Casal Emilio Sanchez        | 5-7, 6-4, 5-7 |

### Tornei minori

#### Singolare

##### Vittorie (4)
| Legenda tornei minori |
| Challenger (4)        |

| No. | Data              | Torneo                         | Superficie    | Avversario in finale  | Punteggio     |
| 1.  | 21 agosto 1988    | San Marino Open, San Marino    | Terra rossa   | Francesco Cancellotti | 6-7, 6–3, 6–3 |
| 2.  | 11 settembre 1988 | Genova Challenger 1988, Genova | Terra rossa   | Massimo Cierro        | 6–3, 6–1      |
| 3.  | 9 giugno 1991     | Torino Challenger 1991, Torino | Terra rossa   | Roberto Azar          | 6–2, 6–2      |
| 4.  | 10 ottobre 1993   | Dublin Challenger, Dublino     | Sintetico (i) | Jeremy Bates          | 6–3, 7-5      |